# 特里克里尼齊
47°3′13″N 29°58′46″E / 47.05361°N 29.97944°E
特里-克里尼齊（烏克蘭語：Три Криниці）是位於烏克蘭西南部的村莊，由敖德萨州羅茲季利納區的新博里西夫卡市鎮負責管轄。該村始建於1810年，面積0.43平方公里，海拔高度105米，2001年人口26，人口密度每平方公里60.47人。